# Назарови
Наза́рови (рос. Назаровы) — присілок у складі Орловського району Кіровської області, Росія. Входить до складу Орловського сільського поселення.
Населення становить 85 осіб (2010, 78 у 2002).
Національний склад станом на 2002 рік — росіяни 90 %.